# Scotura flavicapilla
Scotura flavicapilla är en fjärilsart som beskrevs av Jacob Hübner 1820/26. Scotura flavicapilla ingår i släktet Scotura och familjen tandspinnare. Inga underarter finns listade.